# Scritti Politti
Scritti Politti es una banda de new wave/synth pop formada en 1977 en Leeds, Inglaterra y liderada por el cantante, letrista y guitarrista Green Gartside. 
La banda comenzó como un grupo de afterpunk, pero pronto se deslizó  hacia la new wave de los años 80 y desde ahí hacia un sofisticado pop electrónico y melódico. Sus mayores éxitos comerciales (especialmente en el Reino Unido) vinieron con canciones como "Perfect Way", "The Sweetest Girl", "Wood Beez (Pray Like Aretha Franklin)", "The Word Girl", "Skank Bloc Bologna", entre otros que llegaron a los Top 20 del UK Singles Chart en su época. Green Gartside es el único integrante original que queda del grupo desde el comienzo de la banda. El nombre de la banda procede de un juego con la construcción italiana scritti politici ("escritos políticos"), título genérico de obras como la de Antonio Gramsci.
En sus letras mezclan temas líricos e intimistas con reflexiones políticas y hay constantes referencias a figuras políticas o intelectuales como Karl Marx, Mijaíl Bakunin, Jacques Derrida, Gilles Deleuze o Jacques Lacan.
El álbum más vendido del grupo es "Cupid & Psyche 85" de 1985.
La mezcla musical del grupo consta también de otros géneros como reggae, hip-hop, rap, funk, rock alternativo, indie rock, synthfunk, electropop, pop rock, funk rock, art punk, blue-eyed soul, entre otros.

## Integrantes

### Formación actual
- Green Gartside - vocalista, guitarra
- Rhodri Marsden - teclados
- Dicky Moore - guitarra
- Rob Smoughton - batería

### Exintegrantes
- Matthew Kay - teclados
- Alyssa McDonald - bajo
- Dave Ferrett - guitarra
- Nial Jinks - bajo
- Tom Morley - batería
- Joe Cang - guitarra
- Marcus Miller - bajo
- Steve Ferrone - batería
- Paul Jackson Jr. - bajo
- Fred Maher - batería
- David Gamson - teclados, programación, bajo
- Allan Murphy - guitarra, teclados
- Robert Scotland - guitarra

## Discografía

### Álbumes de estudio
- 1982: "Songs to Remember"
- 1985: "Cupids & Psyche 85"
- 1988: "Provision"
- 1999: "Anomie & Bonhomie"
- 2006: "White Bread Black Beer"

### EP
- 1979: "Work in Progress"
- 1979: "4 A-Sides"
- 1982: "Asylums In Jerusalem"
- 1984: "Absolute
- 1985: "The Basics"
- 1999: "Tinseltown to the Boogiedown: Variations"
- 2006: "Three Unreleased Tracks"

### Compilaciones
- 1980: "Wanna Buy a Bridge"
- 1981: "NME C81"
- 1987: "Who's That Girl"
- 1994: "Living in Oblivion: The 80's Greatest Hits - Volume 3"
- 1999: "The Best Tracks From the Best Albums of 1999
- 2001: "Rough Trade Shops: 25 Years of Rough Trade Shops - Compiación de la disquera Rough Trade Records.
- 2003: "Rough Trade Shops: Post Punk 01 - Compiación de la disquera Rough Trade Records.
- 2005: "Early"
- 2005: "12"/80s"
- 2005: "Mojo Presents: Beyond Punk!
- 2006: "Rip It Up and Start Again: Postpunk 1978-1984"
- 2009: "DJ Mix • King Midas Sound"
- 2009: "Ministry of Sound Anthems: Electronic 80s"
- 2011: "Absolute"
- 2011: "DJ Mix • Ford & Lopatin"
- 2011: "Compilation • Miles Davis"

### Bootlegs
- 1978: "First John Peel Session"

### Sencillos
- "Skank Bloc Bologna"
- "2nd Peel Session"
- "4 A-Sides"
- "The Sweetest Girl"
- "Faithless" ("Triple-Hep-N'Blue")
- "Asylums in Jerusalem" / "Jacques Derrida"
- "Wood Beez (Pray Like Aretha Franklin)"
- "Absolute"
- "Hypnotize"
- "The Word Girl"
- "Perfect Way"
- "Oh Patti (Don't Feel Sorry for Loverboy)"
- "First Boy in This Town (Lovesick)"
- "Boom! There She Was"
- "She's a Woman" (feat. Shabba Ranks)
- "Take Me in Your Arms and Love Me" (with Sweetie Irie)
- "Tinseltown to the Boogiedown"
- "The Boom Boom Bap"
- "A Day Late and a Dollar Short"